# 木村宗喜
木村 宗喜（きむら そうき、? - 慶長20年（1615年）閏6月29日）は、安土桃山時代の茶人。古田織部（重然）の茶堂。

## 生涯
慶長20年（1615年）、大坂夏の陣の際に元大津代官の鈴木左馬介（織部の女婿、3月9日に仇討ちのため殺される）らとともに豊臣氏に内通。3月27日に京への放火を企んだ罪で京都所司代・板倉勝重に薩摩の連歌師・如玄とともに捕らえられて幽閉、閏6月29日に処刑された。
名刀「宗喜貞宗」（ 「駿府御分物帳」の「中之御腰物」）を所持していた。